# Aja Rodas-Evrén
Aja Katrin Rodas, född 1 mars 1962 i Vasa, Finland, är en svensk skådespelare. 

## Biografi
Aja Rodas är sedan 1969 bosatt i Sverige där hon fick sin utbildning vid Teaterhögskolan i Stockholm 1986-89.
Hon har varit verksam som skådespelare i olika fria grupper och frilansat vid olika institutioner, bland annat Örebro länsteater, Folkteatern Gävleborg, Helsingborgs stadsteater och Riksteatern.
Hon tillhör sedan 2015 TeaterAlliansens ensemble.

## Filmografi
- 1990 – Spänn mig för Karlavagnen (TV-film)
- 1990 – Storstad_(TV-serie) (TV-serie)
- 1991 – Joker
- 1996 - Percy tårar
- 1997 – Obsessions of a Puzzled Breed (TV-film)
- 1998 – Sanna ögonblick
- 2000 - Talismanen, (produktionsbolag) Jarowskij
- 2005 – Getingen (kortfilm)

## Teater

### Roller (ej komplett)
| År   | Roll                               | Produktion                                        | Regi              | Teater                             |
| ---- | ---------------------------------- | ------------------------------------------------- | ----------------- | ---------------------------------- |
| 1987 | Elev                               | Drottningens juvelsmycke Carl Jonas Love Almqvist | Peter Oskarson    | Dramaten                           |
| 1990 | Dansare                            | Sweet necrofeelings                               | Rikard Bergqvist  | Pistolteatern                      |
| 1997 | Beatrice                           | Dante - en helvetes komedi                        | Ulf Evrén         | Teaterstudio Lederman              |
| 2005 | Mimare                             | Salome Richard Strauss och Hedwig Lachmann        | Knut Hendriksen   | Kungliga Operan                    |
| 2005 | Rut                                | Delfinresan                                       | Ulf Evrén         | Teater Barbara                     |
| 2006 | Pappa Aja                          | Pappa                                             | Catherine Parment | Kilen                              |
| 2008 | Ett flertal                        | Gulag                                             | Jimmy Meurling    | Boulevardteatern                   |
| 2009 | Mercedes                           | Grönholms metod                                   | Roger Westberg    | Boulevardteatern                   |
| 2009 | Prinsessan                         | Så gör prinsessor                                 | Ika Nord          | Boulevardteatern                   |
| 2010 | Aja Rodas                          | Mamma                                             | Catherine Parment | Unga Klara                         |
| 2011 | Pappan m.m                         | Kenta och barbisarna                              | My Areskoug       | Boulevardteatern                   |
| 2012 | Mikael pansarryttare               | Den kaukasiska kritcirkeln Bertolt Brecht         | Pontus Stenshäll  | Folkteatern Gävleborg              |
| 2013 | Den lilla vita kaninen hasselmusen | Alice i Underlandet Lewis Carroll                 | Michael Cocke     | Folkteatern Gävleborg              |
| 2013 | Aja Rodas                          | Hemligheter                                       | Michael Cocke     | Folkteatern Gävleborg              |
| 2014 | Julia Sköldpaddan                  | Jag kommer härifrån                               | Michael Cocke     | Folkteatern Gävleborg/ Riksteatern |
| 2015 | Charlotta Jasja                    | Körsbärsträdgården Anton Tjechov                  | Michael Cocke     | Folkteatern Gävleborg              |
| 2016 |                                    | Det blåser hela tiden Anders Duus                 | Michael Cocke     | Helsingborgs stadsteater           |
| 2016 | Elutheria Bödeln m.m               | Ubu Alfred Jarry                                  | Erik Holmström    | Örebro länsteater                  |
| 2017 | Sebastian Trinculo                 | Stormen William Shakespeare                       | Michael Cocke     | Örebro länsteater/ Riksteatern     |
| 2018 | Siv Tanten                         | Katitzi Katarina Taikon                           | Mia Winge         | Kulturhuset Stadsteatern           |
| 2020 | Aj                                 | Det ingen får veta om pappa Lucas Svensson        | Michael Cocke     | Teater Gyllene draken              |